# Derlis Gómez
Derlis Venancio Gómez (Asunción, 2 novembre 1972) è un ex calciatore paraguaiano, portiere.

## Carriera

### Club
Nell'aprile del 2006 venne squalificato per 6 mesi dalle competizioni CONMEBOL, a causa di un controllo a cui è risultato positivo.

## Palmarès

### Club

#### Competizioni nazionali
- Campionato paraguaiano: 1

Nacional: Clausura 2009

## Statistiche

### Cronologia presenze e reti in nazionale
| Cronologia completa delle presenze e delle reti in nazionale ― Paraguay | Cronologia completa delle presenze e delle reti in nazionale ― Paraguay | Cronologia completa delle presenze e delle reti in nazionale ― Paraguay | Cronologia completa delle presenze e delle reti in nazionale ― Paraguay | Cronologia completa delle presenze e delle reti in nazionale ― Paraguay | Cronologia completa delle presenze e delle reti in nazionale ― Paraguay | Cronologia completa delle presenze e delle reti in nazionale ― Paraguay | Cronologia completa delle presenze e delle reti in nazionale ― Paraguay |
| Data                                                                    | Città                                                                   | In casa                                                                 | Risultato                                                               | Ospiti                                                                  | Competizione                                                            | Reti                                                                    | Note                                                                    |
| ----------------------------------------------------------------------- | ----------------------------------------------------------------------- | ----------------------------------------------------------------------- | ----------------------------------------------------------------------- | ----------------------------------------------------------------------- | ----------------------------------------------------------------------- | ----------------------------------------------------------------------- | ----------------------------------------------------------------------- |
| 5-5-2005                                                                | East Rutherford                                                         | Ecuador                                                                 | 1 – 0                                                                   | Paraguay                                                                | Amichevole                                                              | -1                                                                      | 46’                                                                     |
| 17-8-2005                                                               | Ciudad del Este                                                         | Paraguay                                                                | 3 – 0                                                                   | El Salvador                                                             | Amichevole                                                              | -                                                                       | 46’                                                                     |
| 8-10-2005                                                               | Maracaibo                                                               | Venezuela                                                               | 0 – 1                                                                   | Paraguay                                                                | Qual. Mondiali 2006                                                     | -                                                                       |                                                                         |
| 29-3-2006                                                               | Chicago                                                                 | Messico                                                                 | 2 – 1                                                                   | Paraguay                                                                | Amichevole                                                              | -2                                                                      |                                                                         |
| 27-5-2006                                                               | Aarhus                                                                  | Danimarca                                                               | 1 – 1                                                                   | Paraguay                                                                | Amichevole                                                              | -1                                                                      |                                                                         |
| 22-5-2008                                                               | Yokohama                                                                | Costa d'Avorio                                                          | 1 – 1                                                                   | Paraguay                                                                | Amichevole                                                              | -1                                                                      |                                                                         |
| 27-5-2008                                                               | Saitama                                                                 | Giappone                                                                | 0 – 0                                                                   | Paraguay                                                                | Amichevole                                                              | -                                                                       |                                                                         |
| Totale                                                                  |                                                                         | Presenze                                                                | 7                                                                       |                                                                         | Reti                                                                    | -5                                                                      |                                                                         |